# كارجيل
محافظة كارجيل أو کرگَََل رمزها «KR» (بالإنجليزية: Kargil)‏ (بالبنجابية: ضلع کارگل) (بالهندية: कार्गिल) ، هو تقسيم إداري لدولة الهند تتبع ولاية جامو وكشمير (بالإنجليزية: Jammu  and  Kashmir)‏ ، مركزها هو مدينة كارجيل (بالإنجليزية: Kargil)‏ عدد سكانها حسب تعداد سنة 2001 هو 119,307، مساحتها 143,388 كم² وكثافة السكان 14,036 لكل كم² .
تضم محافظة كارجيل لمدينة: «كارجيل» و «سانْ كو» و «دْْراس»، تلك المدن المعمورة مُشيّدةٌ في قعر التجاويف الجبلية في وادٍ أو على سفح في نهاية المنحدرات من تلك التجاويف الجبلية من «هضبة التبت» العظيمة في الشمال الغربي من «جبال همالايا».
حين يقع بصرك على هذه المُدن يسري في خلدك إحساس وشعور عن مدى خُشوع وتواضع هذه المُدن أمام كبرياء تلك الجبال العظيمة الشاهقة في تلك الطبيعة الجبلية الوعرة. وليس من المبالغ إن قلنا: أن كل منطقة آهلة بالسكان على «هضبة التبت» بين «جبال همالايا» تراها ممحوقة بتواضعها في تلك الطبيعة الوعرة الجبّارة التي تحيطها من الأفق إلى عنان السماء، وليس من الإغراق القول: «يشق رؤية أفق السماء في الجهات الأربعة فيها سوى مقدار ما فوق قائمة رأسك وما حولها»؛ لكثافة الارتفاعات الجبلية الشاهقة حولك كالجدران المرصوصة التي فريدة في وجودها على هذا الكوكب من حيث هو أكبر وأعلى هضبة حجماً وارتفاعاً، وأكبر سلسة جبال طولاً وعرضاً، وأعلاها ارتفاعا على وجه الأرض.

## جغرافيا
محافظة «كارجيل» قائمة على «هضبة التبت» العظيمة المعروفة بـ «سقف العالم» أو بـ «سطح العالم» التي هي من أعلى الهضاب في العالم، وتضم الهضبة لسلسلة «جبال همالايا» القائمة عليها، وهذه السلسلة الجبلية تضم لأعلى القمة في العالم وهي «إيفرست» وأكثر من خمسين قمة تزيد ارتفاعها عن (7000 متر) من قمم العالم.
و عبر عن هذه المنطقة الشهيد الثالث نور الله التستري في كتاب مجالس المؤمنين بـ «التبت الصغرى» الإسلامية مقابل «التبت الكبرى» البودائية. و «التبت الصغرى»: هي شمال كشمير بِدءً من جنوب الشرقي لـ«كشمير» على شكل خطٍ مائل نحو شمال الغربي لـ«كشمير»، وهي تابعة حسب التقسيم السياسي لولاية «جامو وكشمير»، فـ«التبت الصغرى» هي إحدى المناطق الثلاث التي التُقسَّم إليه إدارياً ولاية «جامو وكشمير»، وهذا التقسيم الثلاثي لولاية «جامو وكشمير» تقسيمٌ طبيعي للمنطقة بحكم الجغرافيا والأقوام الساكنة فيها منذ العصور السالفة، وباقية حتى اليوم وهي كالتالي:
1. منطقة الجنوبية تسمى «خِطّةْ جامو».
2. منطقة الوسطى تسمى «خِطّةْ كشمير».
3. منطقة الشمالية تسمى «خِطّةْ لدّأخ».

ثم أنّ «خِطّه لدّأخ» تشمل لكل من محافظات «لدّأخ» و «جلجيت» و «بلتستان» و «كارجيل»؛ إلا أن اليوم بسبب التقسيم القائم لولاية «جامو وكشمير» بين الهند والباكستان صار محافظة كارجيل ولدّأخ في القسم من «خِطّةْ لدّأخ» التي تحت سيطرة الهند. وأما «خِطّةْ لدّأخ» القسم الباكستاني احتوى لمحافظتي «بلتستان» و «جلجيت»، وهما جزءان من «خِطّةْ لدّأخ» الكبير.
تنحدر المياه من أعالي القمم الجبلية في هضبة التبت نحو المنخفضات المتخلِلَة بين المرتفعات همالايا بالخصوص من قمة جبل «نانكون» (nankoon) ذو ارتفاع 7135 متر الذي يعّد أعلى مرتفع في المحافظة «كارجيل» منسابةً نحو المنحدرات، فيمر نهر مبدأه من الأراضي التبتية الصينية على منطقة «زانْ سكار» ومنطقة «تَيَ سورو» ومنطقة «سان كو» ومنطقة «كارجيل» متجهةً نحو مدينة «سْكاردو» البلتستانية شمالاً. ويمر على «دْراس» نهر مبدؤه من الجبال المجاورة له متجهة نحو نهر كارجيل، فيلتقي بنهر كارجيل ببضع كيلومترات باقية من الحدود الباكستانية.

## السكّان
قرابة تسعين في المائة أو أكثر من سكان محافظة «كارجيل» هم من مسلمين في قبال أقلية بودائية، وسبعة وتسعين في المائة من المسلمين هم من الشيعة الإثنا عشريّة مقابل أقلية من إخوانهم أهل السنّة، وينحدر أصول أبناء المنطقة من قومية «التبتية» هم الغالبية، ويليهم سكّان قومية «الشينِيَّة» ويُعدّون أيضاً من أقوام التبت، ثم يعقبهم سكّان قومية «كاتشة» وهي عرق القوم الكشميري.
و اللغة المتداولة في المحافظة هي اللهجة «الپٍُرْكِيّة» أحد لهجات اللغة التبتية، وغالبية السكان التبتيين في المحافظة هم من العرق «الپُرِك» ويليه أقلية «الشينيّة» ولديهم لغة خاصة بهم، ثم يليه أقلية من العرق «البلتي» التبتي يتكلمون باللهجة «البَلْتِيّة» التبتيّة.
الثقافة الغالبة في المحافظة هي الثقافة التبتية مع تأثر يسير بالثقافة الهندية والكشميرية، مع تأقلمهم الكامل بثقافة الإسلام إلى جانب الموروث التجربي من الثقافة القومية التبتيّة.

## التقسم الإداري
1. منطقة «كارجيل» (kargil).
2. منطقة «سان كو» (sankoo).
3. منطقة «دْراس» (drass).
4. منطقة «شارْغول» (shargole).
5. منطقة «تشيك تان» (chiktan).
6. منطقة «تَيْ سُورو» (taisuru).
7. منطقة «زانْ سْكار» (zanskar).